# Water Valley, Mississippi
Water Valley är en av två administrativa huvudorter i Yalobusha County i Mississippi. Den andra huvudorten är Coffeeville. Vid 2010 års folkräkning hade Water Valley 3 392 invånare.

## Kända personer från Water Valley
- Bryant Mix, utövare av amerikansk fotboll